# Pseudoxylosteus
Pseudoxylosteus is een kevergeslacht uit de familie van de boktorren (Cerambycidae). De wetenschappelijke naam van het geslacht werd voor het eerst geldig gepubliceerd in 1993 door Sama.

## Soorten
Pseudoxylosteus is monotypisch en omvat slechts de volgende soort:
- Pseudoxylosteus ornatus (LeConte, 1873)